# بسام علي
بسام علي هو فنان سوري ولد يوم 19 أكتوبر عام 1980 في مدينة حلب درس هندسة الإلكترون قبل أن ينتقل إلى الإعلام وتخرج من جامعة دمشق عام 2005، يقيم الآن في دبي، الإمارات العربية المتحدة منذ 2017 قادمًا من مصر بعد أن رحل إليها عام 2013.

## مسيرته الفنية
بدأ كمعد ومذيع في إحدى الإذعات المحلية وليقوده اجتهاده ليصبح مديرًا لمحطة إذاعية خاصة إلا أن حبه للتمثيل جذبه للخوض في هذا المضمار حيث كانت تجربته الأولى في مسلسل مطلوب رجال مع المخرج حاتم على والكاتب سامر برقاوى ليختاره لاحقا المخرج نجدت إسماعيل أنزور للعمل في مسلسل ذاكرة الجسد منطلقا بعد ذلك إلى المشاركة في مجموعة من الأعمال الدرامية الناجحة وقد شارك في عدة مسلسلات سورية بينها لعنة الطين والجزء الثانى من يوميات مدير عام وحصان طروادة وأرواح عارية ومسلسل تعب المشوار فكان ظهوره الأول في الدراما المصرية من خلال مسلسل «الخانكة» ومسلسل «أرض جو» مع المخرج محمد جمعة والممثلة غادة عبد الرازق.

## أعماله

### من المسلسلات
- (2018): هارون الرشيد
- (2018): مدرسة الحب
- (2017): قضاة عظماء
- (2016): الخانكة
- (2015): فتنة زمانها
- (2014): الاخوة
- (2013): فرصة تانية
- (2012): ارواح عارية
- (2011): لعنة الطين
- (2011): حصان طروادة
- (2011): تعب المشوار
- (2011): يوميات مدير عام
- (2010): مطلوب رجال

### في السينما
- (2019): فيلم بعد الخميس
- (2016): فيلم زايد الأول عن حياة الشيخ زايد بن سلطان آل نهيان

### التأليف والسيناريو
- (2019): فيلم بعد الخميس
- (2021): فيلم مفتاح الحب

### من البرامج
- (2014): إعداد برنامج قبل السحور قناة بينونة، أبو ظبي
- (2010): إعداد برنامج شوكولا قناة مسايا، سوريا
- (2010): إعداد وتقديم برنامج اشترك واربح قناة الدنيا، سوريا

### في الإذاعة
- (2011): مدير إذاعة فن سوريا
- (2009): إعداد وتقديم برنامج بس لحبيبي (اذاعة ارابيسك)، سوريا
- (2008): إعداد وتقدیم برنامج أتوماتیك (إذاعة أرابيسك)، سوريا

### وصلات خارجية
- كواليس فيلم “بعد الخميس” - The Insider بالعربي youtube
- الفنان السورى بسام على في مساء الفن مع الإعلامية آيات أباظة نيل دراما https://www.youtube.com/watch?v=aOQwPSu4gTI
- سيرة ذاتية موقع elcinema
- لقاء موقع elfann.com
- لقاء موقع www.sana.sy